# (73283) 2002 JW62
(73283) 2002 JW62 – planetoida z pasa głównego asteroid okrążająca Słońce w ciągu 4,31 lat w średniej odległości 2,65 j.a. Odkryta 8 maja 2002 roku.